# Jean-Marie Le Pen
Jean-Marie Louis Le Pen (ur. 20 czerwca 1928 w Trinité-sur-Mer, zm. 7 stycznia 2025 w Garches) – francuski polityk oraz prawnik. Założyciel i wieloletni przywódca Frontu Narodowego, deputowany krajowy, poseł do Parlamentu Europejskiego II, III, IV, V, VI, VII i VIII kadencji. Pięciokrotny kandydat w wyborach prezydenckich: w 1974, 1988, 1995, 2002 i 2007.

## Życiorys
Syn Jeana Le Pena (1901–1942), rybaka, prezesa stowarzyszenia kombatantów i radnego miejskiego w Trinité-sur-Mer, oraz krawcowej Anne-Marie Hervé (1904–1965). Uczył się w kolegium jezuickim Saint-François-Xavier w Vannes, następnie studiował prawo oraz nauki polityczne na Uniwersytecie Paryskim.
W latach 50. wstąpił do Legii Cudzoziemskiej. Został wysłany najpierw do Indochin, dokąd przybył po bitwie o Dien Bien Phu. Po powrocie do kraju podjął współpracę z Pierre’em Poujade’em, przywódcą organizacji zrzeszającej drobnych kupców i rzemieślników UDCA (Union de défense des commerçants et artisans). Z ramienia tego ugrupowania Jean-Marie Le Pen w 1956 po raz pierwszy został wybrany do Zgromadzenia Narodowego. W trakcie kadencji zawiesił wykonywanie mandatu i jako oficer służb specjalnych wyjechał na wojnę algierską. W późniejszych latach wysuwano wobec niego podejrzenia o stosowanie tortur w trakcie działań wojennych w Algierii, którym Jean-Marie Le Pen zaprzeczał, jednocześnie przegrał proces o zniesławienie, który wytoczył redakcji dziennika „Le Monde”.
Ponownie zaczął działać w krajowej polityce – w 1957 objął stanowisko sekretarza generalnego Frontu Narodowego Kombatantów. Rok później uzyskał reelekcję w wyborach krajowych, tym razem kandydując z rekomendacji Narodowego Centrum Niezależnych i Chłopów. Mandat poselski wykonywał do 1962, nie został ponownie wybrany. Zawodowo zajął się prowadzeniem działalności gospodarczej w ramach wydawnictwa fonograficznego SERP (1963–1985). Politycznie współpracował wówczas z nacjonalistą Jeanem-Louisem Tixier-Vignancour, kierował jego kampanią prezydencką w 1965.
5 października 1972 utworzył Front Narodowy i stanął na czele tego ugrupowania. W 1998 jego najstarsza córka Marie-Caroline, typowana przez niego na przyszłego lidera partii, opuściła szeregi FN wraz z mężem i grupą kilkudziesięciu działaczy, na czele której stał wiceprzewodniczący FN Bruno Mégret. Wówczas frakcją wierną przewodniczącemu partii kierowała jego druga córka – Marine Le Pen. Jean-Marie Le Pen zaprzestał kontaktów ze starszą córką, rozmawiał z nią krótko jedynie w 2002, gdy ta telefonicznie pogratulowała mu przejścia do drugiej tury wyborów prezydenckich. Frontem Narodowym kierował nieprzerwanie do 16 stycznia 2011, kiedy to został zastąpiony przez Marine Le Pen. Ugrupowanie to nie odnosiło przez dłuższy czas większych sukcesów w polityce krajowej. W 1986 wprowadziło jednak ponad 30 posłów do Zgromadzenia Narodowego – jeden z mandatów przypadł jego liderowi. Miejsce w parlamencie utracił w kolejnych wyborach dwa lata później, podobnie jak niemal cała reprezentacja FN. Od 1993 do 2004 zasiadał w radzie regionu Prowansja-Alpy-Lazurowe Wybrzeże. W 1984 po raz pierwszy został wybrany do Parlamentu Europejskiego, reelekcję uzyskiwał w 1989, 1994, 1999, 2004, 2009 i 2014. Mandat europosła V kadencji utracił w 2003 na skutek wyroku skazującego zgodnie z prawem krajowym – Jean-Marie Le Pen przegrał później proces przed Trybunałem Sprawiedliwości w tej sprawie.
W 1974 wystartował w wyborach prezydenckich, notując wynik poniżej 1% głosów. Siedem lat później nie zdołał zarejestrować swojej kandydatury. Ponownie ubiegał się o wybór w 1988 (14% głosów i 4. miejsce) oraz w 1995 (15% głosów i 4. miejsce). Największy sukces wyborczy odniósł w wyborach prezydenckich w 2002. Zdobył 16,86% głosów, co stanowiło 2. wynik. Jean-Marie Le Pen wyprzedził socjalistycznego premiera Lionela Jospina i przeszedł do drugiej tury, w której dostał niespełna 18% głosów, przegrywając z ubiegającym się o reelekcję prezydentem. W 2007 po raz piąty startował w wyborach prezydenckich, wynik 10% głosów ponownie dał mu 4. miejsce wśród kandydatów.
Jean-Marie Le Pen wielokrotnie publicznie głosił poglądy antysemickie i rasistowskie, co prowadziło do postępowań karnych m.in. za podżeganie do nienawiści rasowej (do 2004 przynajmniej sześciokrotnie był karany). Imigrantów z Afryki Północnej obwiniał o bezrobocie wśród Francuzów, domagał się deportacji nielegalnych imigrantów i zaostrzenia kontroli granicznych. Zarzucano mu także negowanie Holocaustu – w 1987 na forum Parlamentu Europejskiego komory gazowe określił „detalem historii”, za co został później skazany na grzywnę. Podobny pogląd wygłosił w PE w 2009. Został także skazany za zastosowanie przemocy fizycznej wobec socjalistycznej kandydatki Annette Peulvast-Bergeal, w trakcie kampanii wyborczej w 1997 w okręgu Mantes-la-Jolie, w której o mandat z listy FN ubiegała się jego córka Marie-Caroline. Orzeczono wówczas m.in. roczny zakaz ubiegania się o funkcje publiczne.
W maju 2015 został zawieszony w prawach członka Frontu Narodowego. Przewodnicząca ugrupowania, Marine Le Pen, zorganizowała mailowe referendum, w którym działacze zadecydowali o pozbawieniu Jeana-Marie Le Pena tytułu honorowego prezesa (większością ponad 94% głosów). Podanym powodem było 15 kwestii, w tym bagatelizowanie eksterminacji Żydów w czasie II wojny światowej i obrona marszałka Philippe’a Pétaina. W lipcu tego samego roku obie decyzje zostały unieważnione sądownie z powodów proceduralnych. W sierpniu komisja dyscyplinarna partii zdecydowała o wykluczeniu go z ugrupowania. W następnym miesiącu powołał własne stowarzyszenie polityczne Rassemblement bleu blanc rouge. Mandat posła do PE wykonywał do końca VIII kadencji w 2019.

## Życie prywatne
Od 1991 był żonaty z Jany Le Pen (ur. 1932 jako Jeannine Paschos), córką imigranta z Grecji. W latach 1960–1987 żonaty z Pierrette Le Pen z domu Lalanne (ur. 1935), z którą miał trzy córki: Marie-Caroline, Yann i Marine. W 1984 pierwsza żona odeszła od niego z byłym dziennikarzem magazynu „Paris Match”, który pisał biografię lidera FN. W działalność polityczną zaangażowała się również jego wnuczka Marion Maréchal-Le Pen.